# Дротнінггольм
 Дротнінґгольм  (швед. Drottningholm) — палацово-парковий комплекс у Швеції на захід від столиці Стокгольма.

## Назва

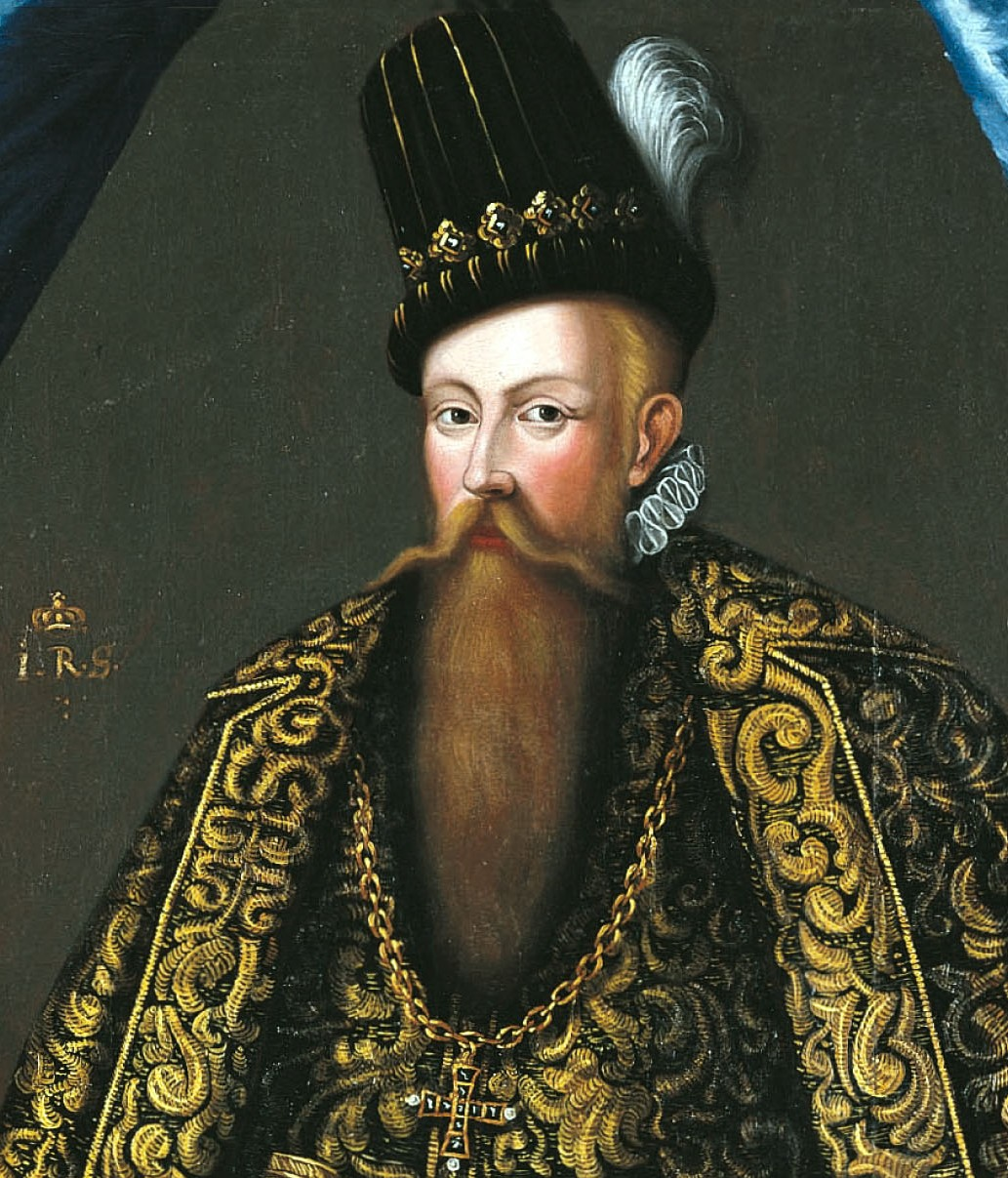
Король Юган ІІІ Шведський (1537—1592)

Шведський король Юган ІІІ подарував своїй дружині Катерині Ягеллонці острівець на озері Лувен, де згодом побудували невеликий замок. Так за острівцем закріпилася назва Дротнінґгольм — «острів королеви».

## Історія
Спроєктований у 1662 р. Нікодемусом Тессін-старшим по замовленню вдови Карл Х Гедвіги Елеонори. Побудований сином Нікодемуса.
Нікодемус разом з сином, орієнтуючись на французькі зразки, створили в палаці садок у стилі бароко..
З 1777 р. з північної сторони до палацу був приєднаний англійський ландшафтний парк.
З 1750 р. — палац перебудовано за ініціативою Карла Харлемана для королеви Ловіси (Луїзи) Ульріки — сестри Фрідріх ІІ Прусський. Тоді у палаці з'явилися: парадні схходи, галерея й розкішна спочивальня королеви.
Замок відкритий для відвідувачів, крім південного крила, де з 1981 р. проживає королівська сім'я 

## Маршрут
Щоб потрапити до палацу, найкраще вибрати водний маршрут. Одночасно можна помилуватися краєвидами. Сам острів Ловьон давно зєднаний мостом з міським районом Бромма (Broomma). Влітку щогодини від причалу Клара Меларстранд відходять катери, які курсують між містом і палацом. Потрапити до палацу, найкраще водним маршрутом, одночасно можна помилуватися краєвидами. Сам острів Ловьон давно зєднаний мостом з міським районом Бромма (Broomma). Влітку щогодини від причалу Клара Меларстранд відходять катери, які курсують між містом і палацом.

## Розташування
Дроттнінггольм розташований на острові посеред озера на захід від міста Стокгольм.

## Архітектори і стилі
У 1662 р замок 16 століття Дроттнінггольм постраждав від пожежі. Нова королева, яка успадкувала замок, замовила новий проєкт і вже у 1663 р. розпочалися реконструкції і будівництво. Наявність прекрасного архітектора при шведському дворі обумовила виникнення елегантного палацового комплексу у формах стриманого північного бароко. Автор проєкту і будівничий — Нікодемус Тессін Старший (1615–1681). Палац створювали з оглядкою на Версаль, але запозичили ідею, а не форми, і відмовились від гігантоманії французького зразка. Також, палац створено без фортечних укріплень і бастіонів, бо води озера самі слугували природною перешкодою. До того ж військова могутність Швеції 17 століття, велика боєздатність її армій і флоту давали упевненість в непереможності держави, що успішно воювала на європейському континенті.
Добудови у 18 столітті збільшили кількість стилів — тут є споруди та інтер'єри в стилях бароко, рококо, шинуазрі, класицизм.

## XVIII століття

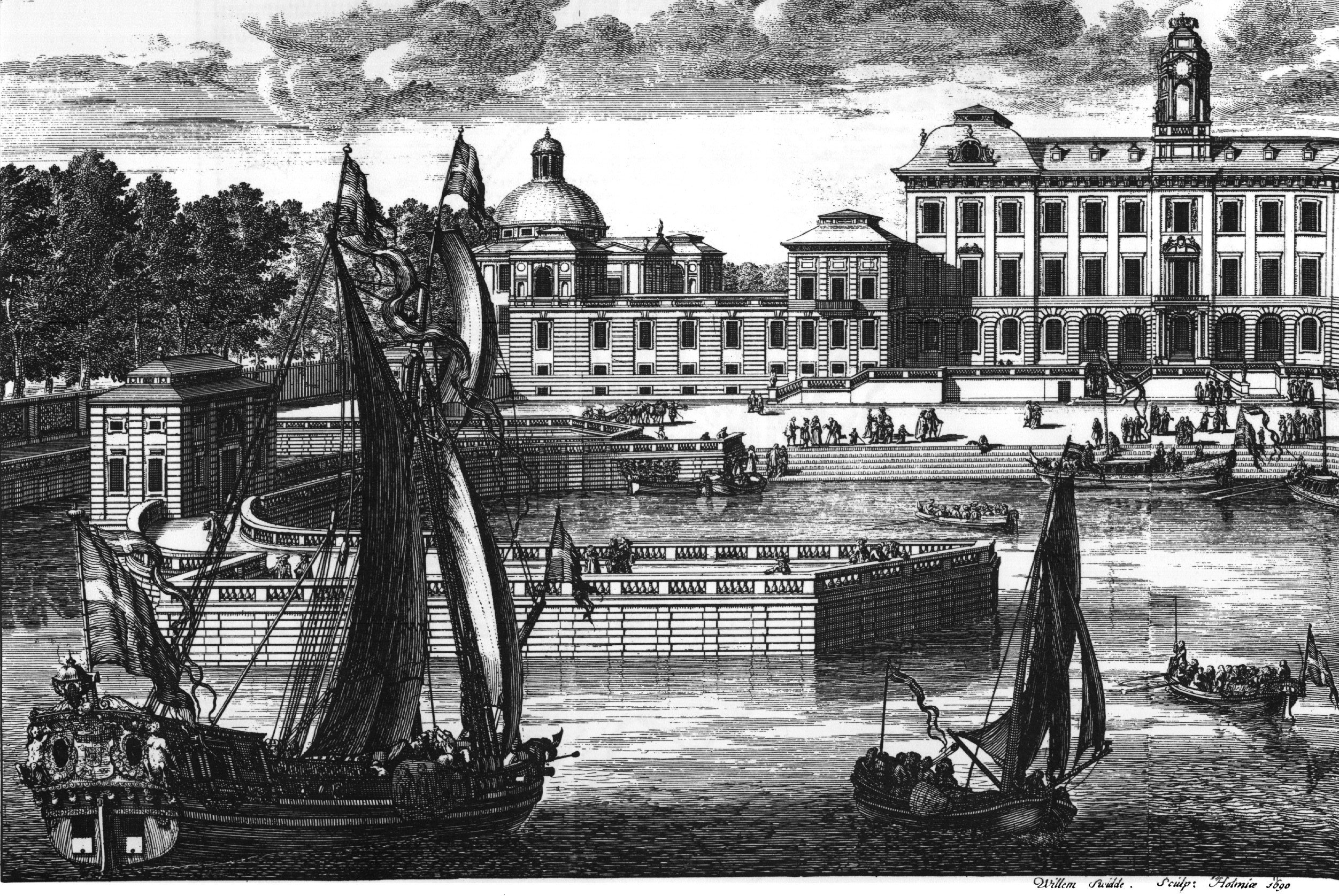
Палац Дроттнінггольм, гравюра до 1710 року.

По смерті Тессіна Старшого справу успадкував його син. Велична заміська резиденція викликала заздрість. Серед тих, хто мимоволі визнавали велич шведської держави — гетьман Іван Мазепа і московський цар Петро І. Московський цар, що перехопив військову вдачу у короля Швеції Карла XII, почав потроху запрошувати до Московії і шведських офіцерів, і архітекторів, і фахівців різних галузей. Так, замову на проєкти забудови Василівського острову в Петербурзі отримав Тессін Молодший. А доброго фортифікатора і архітектора Доменіко Трезіні, що працював на шведів, вдалося перетягти в Петербург. Він працюватиме там до смерті, на відміну від Тессіна Молодшого, що проєкт прислав, але працював переважно у Швеції.
У 1744 р. принцеса Луїза Ульріка Прусська отримала Дроттнінггольм як весільний подарунок. Вона стала дружиною спадкоємця престолу Адольфа Фредріка. Луїза Ульрика і наказала створити нові інтер'єри в стилі рококо, а також палацовий театр.
Наприкінці 18 століття на хвилі моди з північного боку ансамблю був розпланований пейзажний парк англійського зразка.

## Занепад і відновлення
В 19 столітті палацовий комплекс практично не використовувався і потроху занепадав. Реставраційні роботи розпочали лише у 1907 р. Ансамбль і зараз — резиденція королівської родини.

## Комплекс «Китайське село»

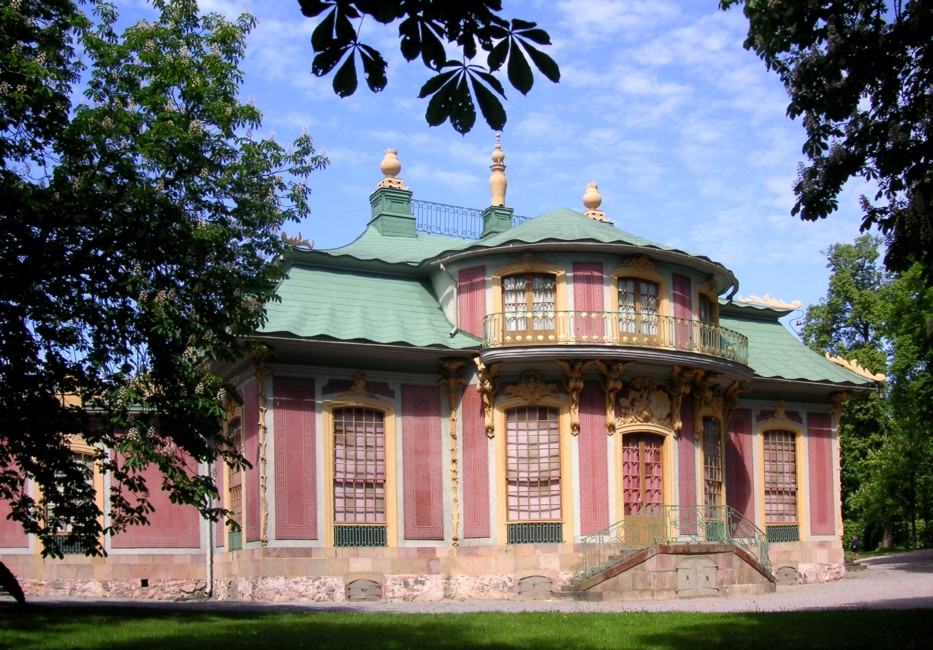
Напівротонда Китайського павільйону

Серед перлин паркових споруд — «Китайське село». Це данина модним захопленням китайською екзотикою — шинуазрі. Серед найцікавіших споруд — Китайський павільйон, створений у 1769 р. Китайський будиночок в Дроттнінггольмі за поземним планом побудовано на зразок Колежу чотирьох націй 17 століття в Парижі (арх. Луї Лево) — центральна частина, заокруглені галереї, бічні павільйони. Але всі розміри втратили велич, а декор — вільна фантазія на китайську тему, як її розуміли у Західній Європі. У 1989—1996 рр. китайський павільйон реставровано і відкрито для відвідин туристів влітку (з травня по вересень).

## Оперний театр

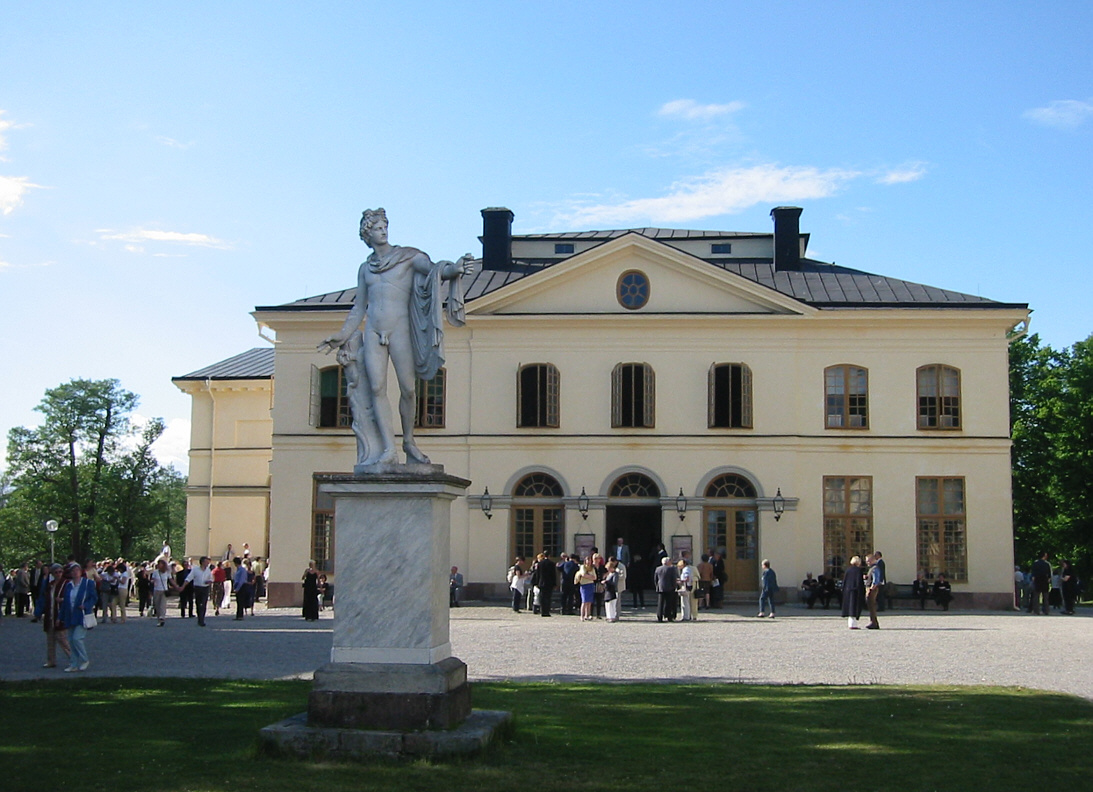
Головний фасад театру, 2002 рік.

Театральна споруда в стилі бароко виникла тут ще за часів Тессінів. Але театр згорів у 1762 р. Нова кам'яна споруда театру закінчена у 1766 р. в надзвичайно спрощених формах класицизму. На відміну від аскетичних фасадів, театр зберіг розкішне вбрання, театральні декорації 18 століття і навіть машинерію доби бароко — устрій для відтворення грому, механічний водоспад, комплекс театральних декорацій та механізм для їх змін. Театр практично використовується за відповідним призначенням і досі, оперні вистави і концерти йдуть у автентичному виконанні. Записи цих опер оприлюднені на грамплатівках та дисках.

## Галерея

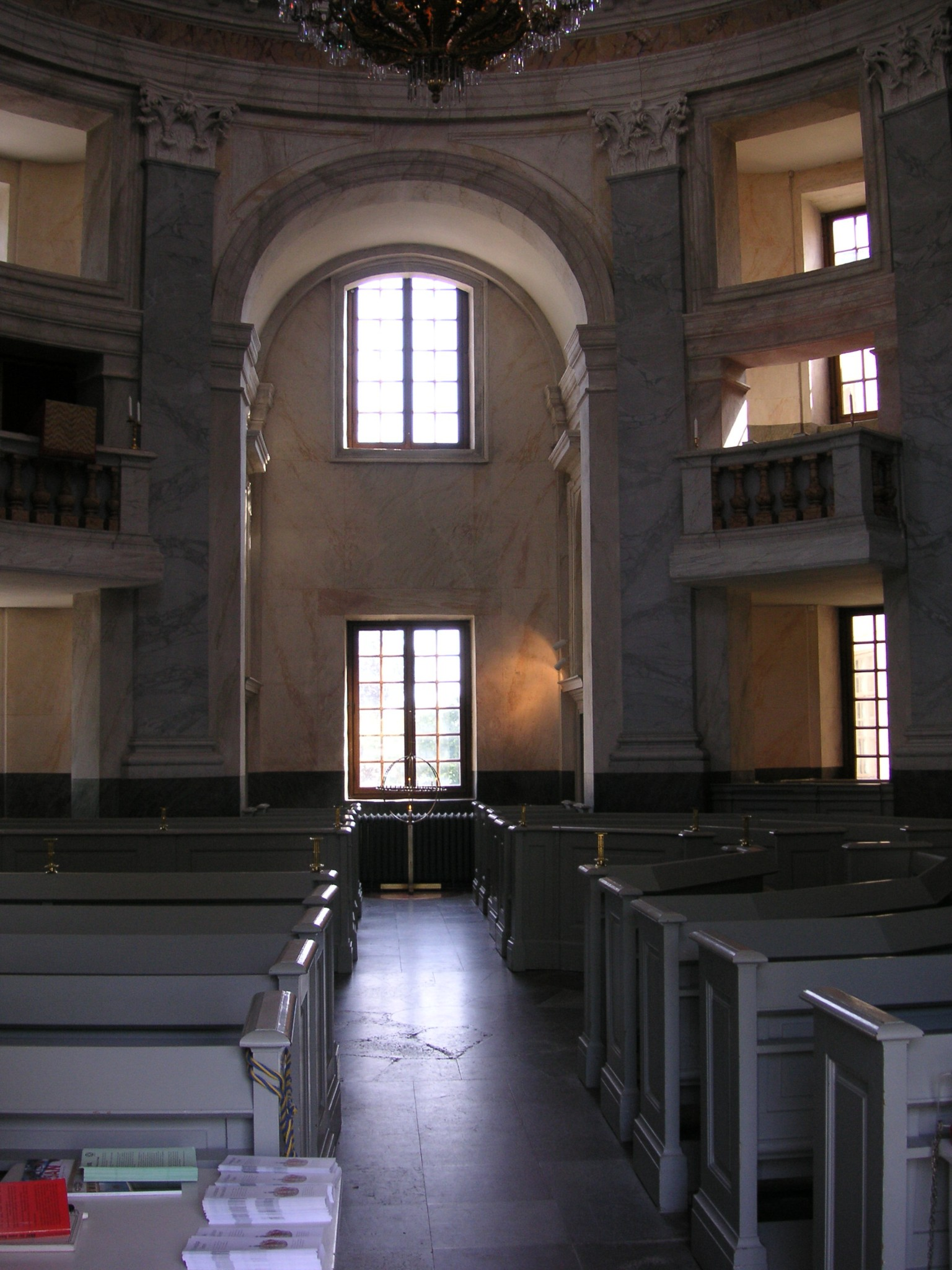
Інтер'єр церкви
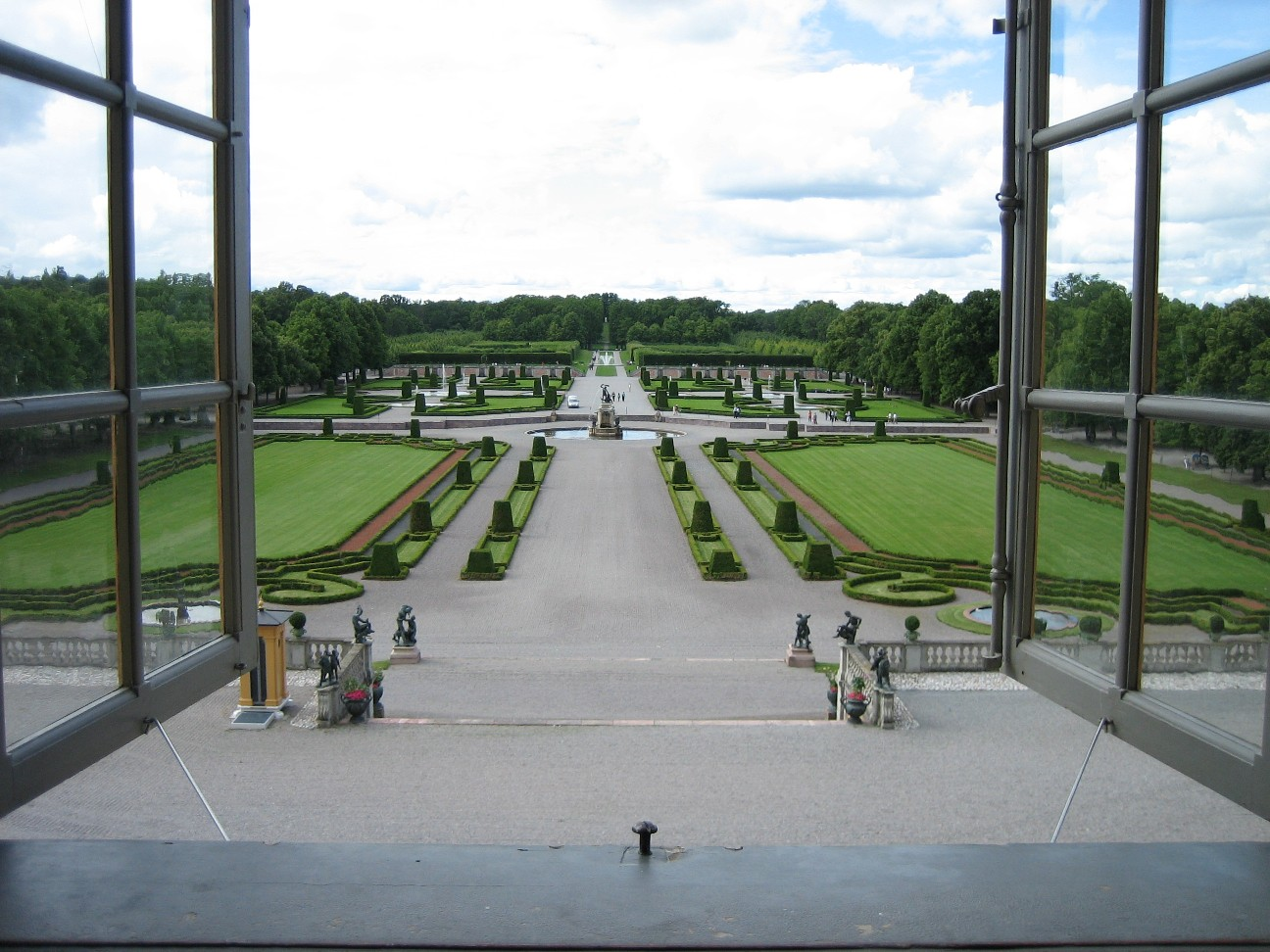
Партер
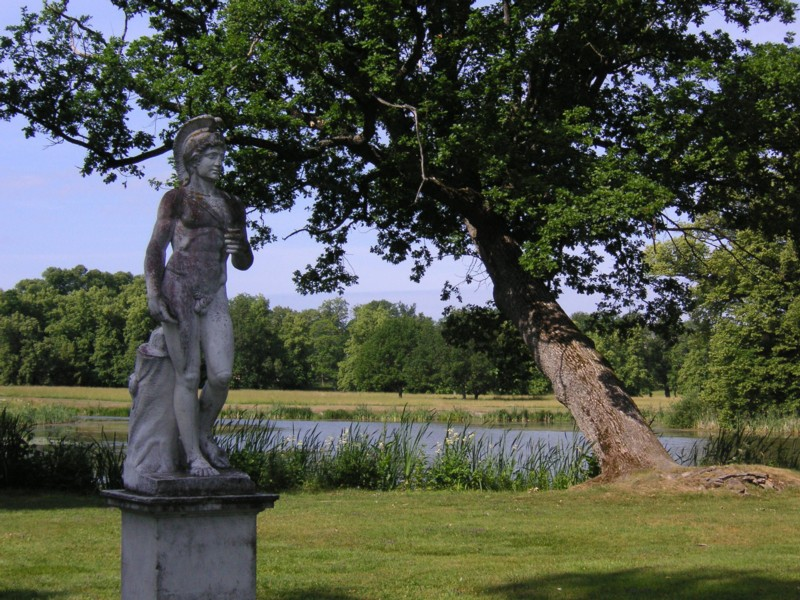
Садово-паркова скульптура
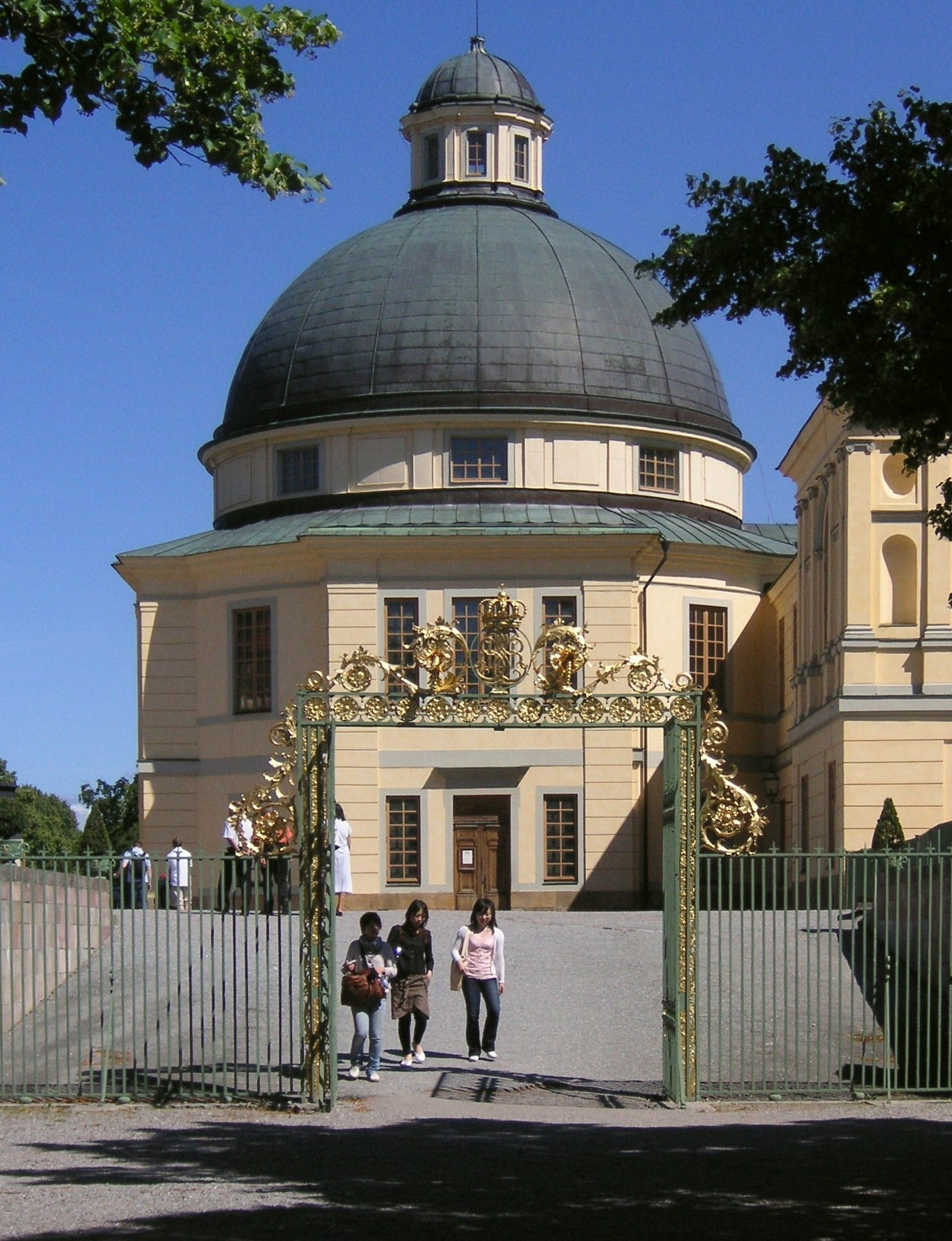
Палацова церква
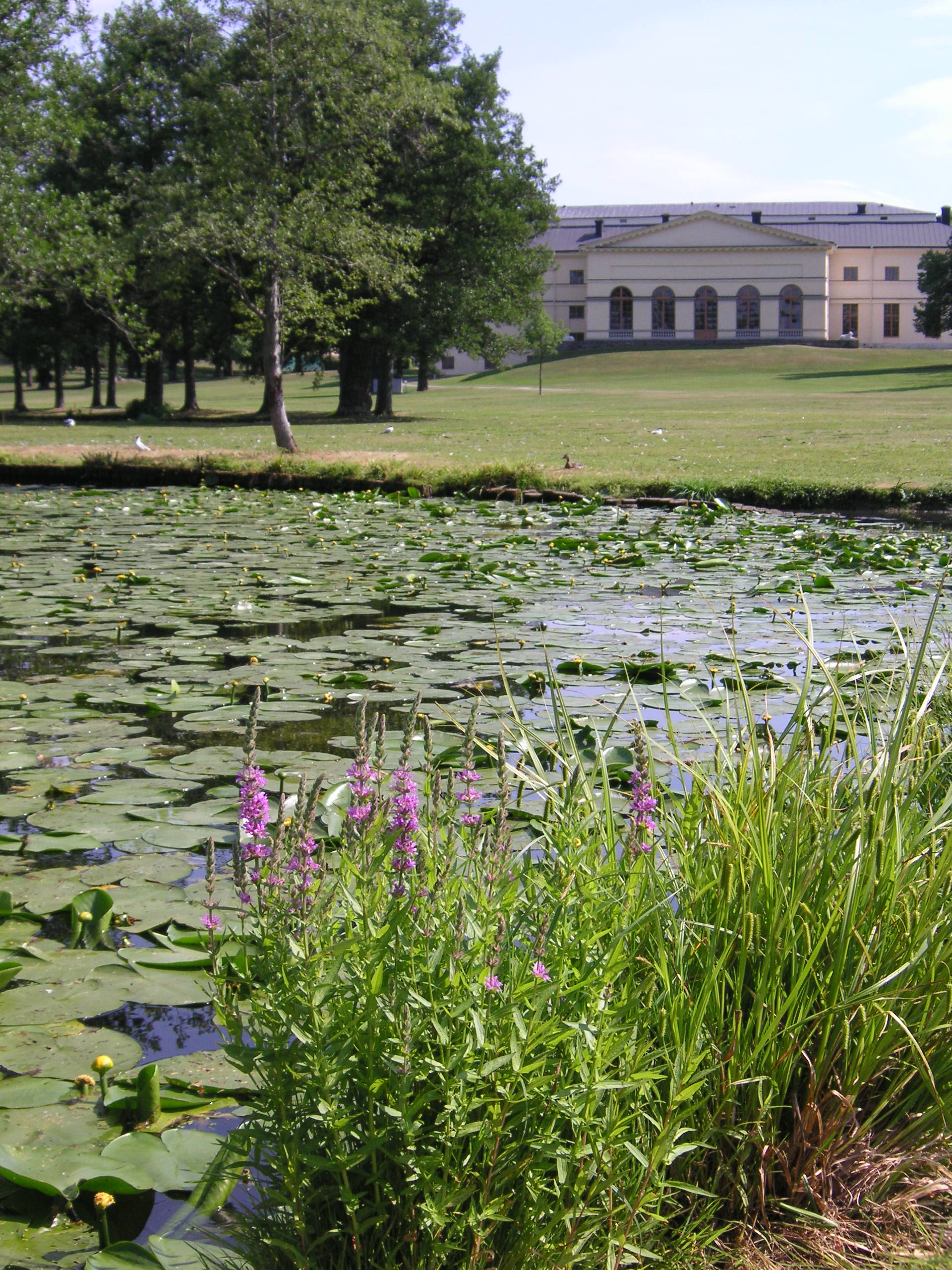
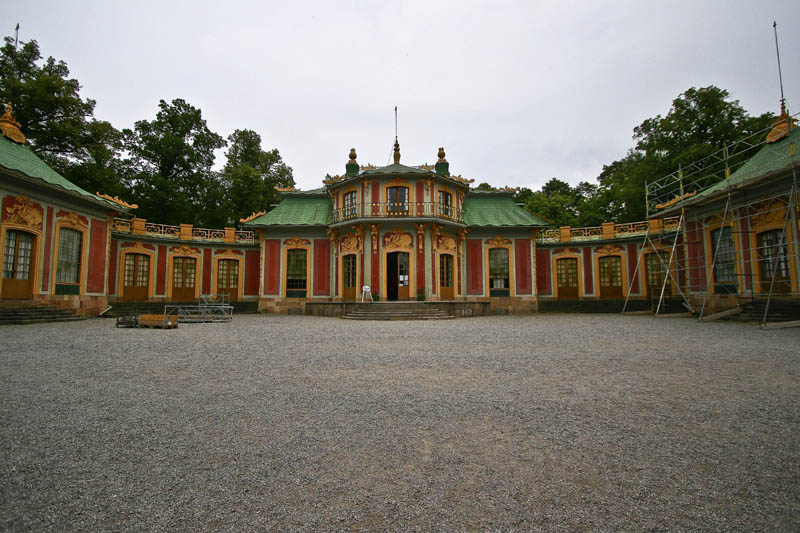
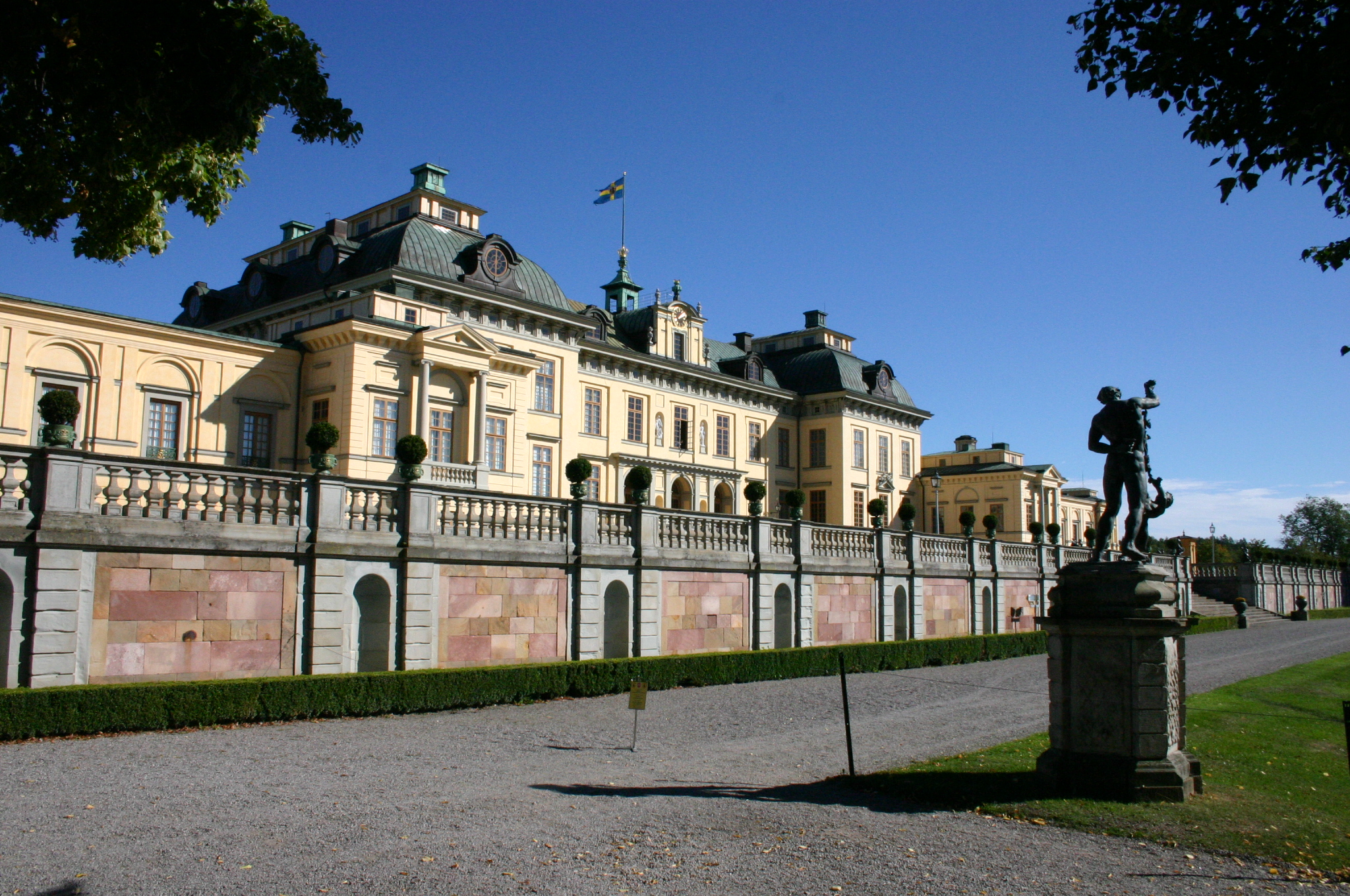
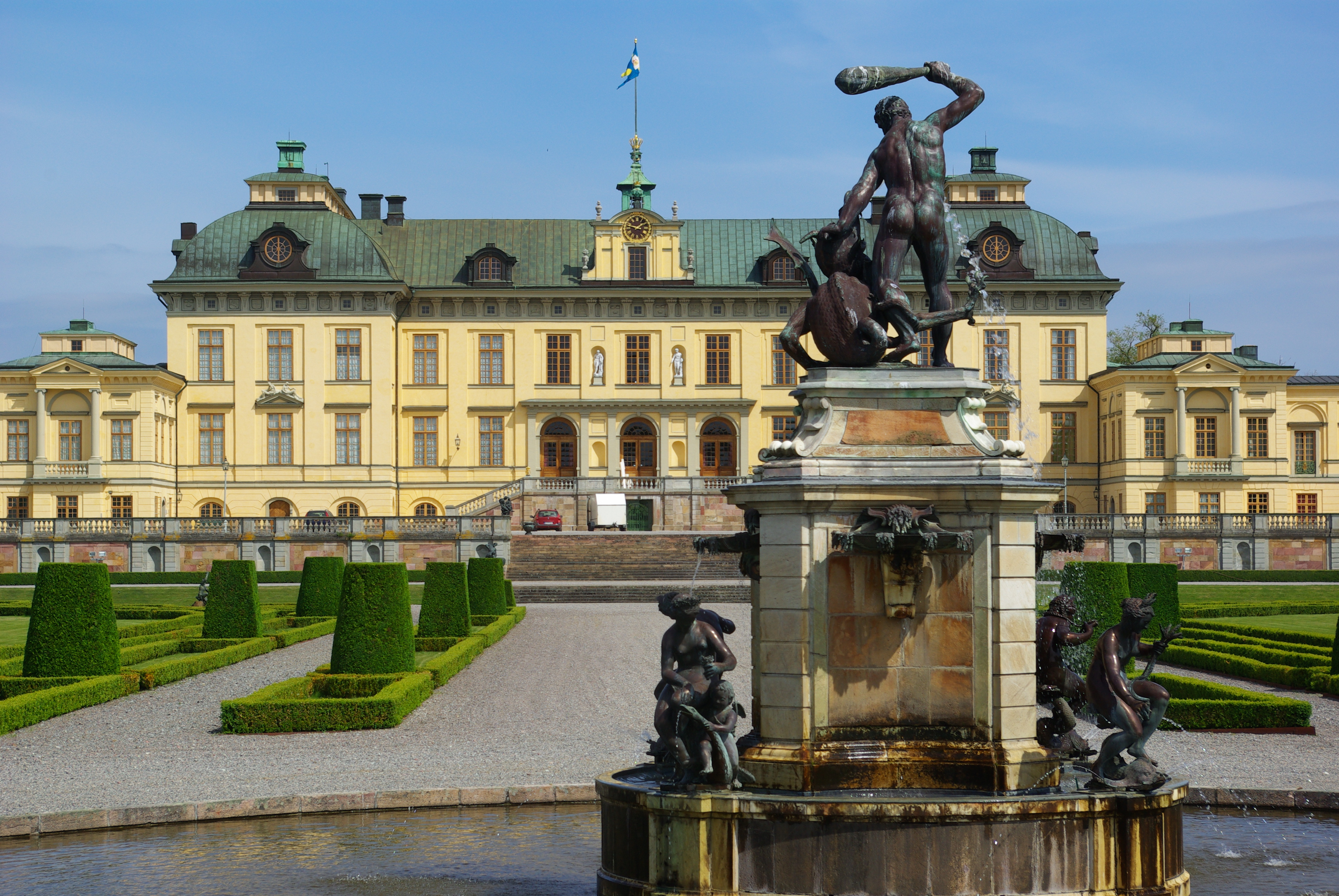